# Station Claremorris
Station Claremorris is een spoorwegstation in Claremorris in het  Ierse  graafschap Mayo. Het station ligt aan de lijn  Dubin - Westport. Na Clarmorris splitst de lijn zich bij Manulla Junction. Een tak loopt door naar Westport en een tweede tak gaat richting het noorden naar Ballina. 
De lijn van Dublin kruist hier met de Western Railway Corridor, die sinds 1976 buiten gebruik was. Een deel van deze lijn, tussen Athenry en Limerick is weer geopend, maar de openstelling van het traject tussen Claremorris en Athenry is voorlopig geschrapt wegens gebrek aan middelen. 